# 사우디아라비아의 도시 목록
다음은 사우디아라비아의 도시 목록이다.

## 목록
- 코바르
- 담맘
- 주바일
- 카티프
- 카프지
- 하미스무샤이트
- 후푸프
- 압하
- 타이프
- 얀부
- 다란